# History Makers: Greatest Hits
History Makers: Greatest Hits es un álbum recopilatorio de la banda británica de rock Delirious?. Fue anunciado por el vocalista Martin Smith durante una entrevista en promoción del álbum en vivo My Soul Sings: Live from Bogota. Fue lanzado en noviembre de 2009 al empezar el tour de despedida de la banda.

## Lista de canciones (edición estándar)
1. "History Maker" (del álbum King of Fools)
2. "Deeper" (del álbum King of Fools)
3. "Rain Down" (del álbum World Service)
4. "Majesty (Here I Am)" (del álbum World Service)
5. "I Could Sing of Your Love Forever" (del álbum Cutting Edge)
6. "Did You Feel the Mountains Tremble?" (del álbum Cutting Edge)
7. "Shout to the North" (del álbum Cutting Edge)
8. "Revival Town" (del álbum King of Fools)
9. "Find Me in the River" (del álbum Cutting Edge)
10. "My Soul Sings" (del álbum Kingdom of Comfort)
11. "Our God Reigns" (del álbum The Mission Bell)
12. "My Glorious" (del álbum Glo)
13. "Obsession" (del álbum Cutting Edge)
14. "Lord You Have My Heart" (del álbum Cutting Edge)

## Lista de canciones (edición limitada)

### CD 1
1. "Did You Feel the Mountains Tremble?"
2. "Rain Down"
3. "History Maker"
4. "My Soul Sings"
5. "Happy Song"
6. "Shout to the North"
7. "Lord You Have My Heart"
8. "Obsession"
9. "Majesty (Here I Am)"
10. "My Glorious"
11. "Find Me in the River"
12. "I Could Sing of Your Love Forever"
13. "We Give You Praise"
14. "What a Friend I've Found"

### CD 2
1. "Deeper"
2. "Inside Outside"
3. "Bliss"
4. "Sanctify"
5. "It's OK"
6. "Love Will Find a Way"
7. "Heaven"
8. "Stronger"
9. "Take Me Away"
10. "Every Little Thing"
11. "Investigate"
12. "All the Way"
13. "Promise"
14. "There Is an Angel"
15. "Paint the Town Red"
16. "Solid Rock"
17. "God Is Smiling"

### DVD
1. "Deeper"
2. "Promise"
3. "Sanctify"
4. "See the Star"
5. "Gravity"
6. "Pursuit of Happiness"
7. "It's OK"
8. "Everything"
9. "Waiting for the Summer"
10. "Take Me Away"
11. "I Could Sing of Your Love Forever"
12. "Inside Outside"
13. "Love Will Find a Way"

Bonus - 'History in the Making'